# 小林奈々絵
小林 奈々絵（こばやし ななえ、1983年5月26日 - ）は、日本のラジオパーソナリティ。石川県金沢市生まれ、同県能美市育ち。ミラクル・バス所属。血液型A型。

## 人物
調理師免許およびフードアナリストの資格を持っている。
実家はステーキハウスで自身も肉料理が大好物である。
カラオケで山口百恵の「秋桜」を上手に唄える、母親とスナックのママが感動で泣いてしまったことがある。
コタツが大好きだが上京してきた時にはコタツ購入予算がなく15年が過ぎてしまったが最近友人が引っ越しの際に不要になったコタツを譲ってくれたので平成最後の冬にコタツ再デビューをする。
イベントの豆まきで芸能人がテレビに出ているのに憧れがあり自分にも出演オファーが来ないかと毎年待っている。
2020年12月9日の『走れ!歌謡曲』（文化放送）の復活生放送に出演した際に、結婚と妊娠と発表した。
2021年4月8日、第1子となる長女の出産を発表した。

## 略歴
- 2008年4月 - 自由が丘産能短期大学卒業後、コロムビアミュージックエンタテインメント入社。
- 2009年 - 工藤慎太郎の「2つで1つ」のカップリング曲「涙くんさよなら feat.aki yashiro」のデモテープ作りで、八代亜紀の代役として仮歌を歌う[4][5]。
- 2009年4月 - 声優養成所に通い始める[6]。
- 2009年9月 - コロムビアミュージックエンタテインメント退職
- 2009年12月 - 文化放送『日野ミッドナイトグラフィティ 走れ!歌謡曲』オーディションで合格[6]。
- 2010年4月10日 - 2019年9月28日『日野ミッドナイトグラフィティ 走れ!歌謡曲』パーソナリティに就任。番組内でのキャッチコピー（愛称）は「夜明けのプリティーウーマン」である。
- 2012年 - 日本フードアナリスト協会が主催する『食のなでしこコンテスト2013年度』においてグランプリを受賞。
- 2014年5月30日 - 「照美と奈々絵」名義で『金沢・愛のパラミシア』で歌手デビューすることを発表。[7]
- 2017年5月29日 - 照美＆奈々絵 第2弾シングル『夜明けのリクエスト』リリース。作詞 喜多條忠、作曲 庄野真代、振付監修 SAM(TRF)
- 2018年8月26日 - 第2回能美市防災フェスタ2018にて1日消防長を務める。

## 出演
- 『日野ミッドナイトグラフィティ 走れ!歌謡曲』（火曜 - 土曜 3:00 - 5:00（月曜 - 金曜深夜）【土曜（金曜深夜）パーソナリティ―】、文化放送）（2010年4月10日 - 2019年9月28日、2020年7月17日、12月9日）
  - 走れ!歌謡曲　歌で過ごすGW（2010年5月3日）[8]
- 『吉田照美 飛べ! サルバドール』（2014年2月28日[9]、5月30日、文化放送）
- 『THE SONG OF MIND』（毎週日曜日 5:00 - 5:30、NACK5）（2018年4月1日 - 2021年3月28日）
- 『山岸伸 世界の光の中で』（FM SOUNDS 動画コンテンツ、月刊誌 学研「CAPA」連動掲載）（2011年1月 - 2020年10月）
- 『スタジオ21 Today』（2012年4月 - 2021年2月、TCN）
- 『松尾雄治のスポーツ大好き！ウチの子No1！』（2012年6月 - 2021年3月、TCN）
- 『日本演歌歌謡大賞への道』（2018年8月26日 - 2019年2月24日、BS11）
- 『小山慶一郎の健者のBORDER30〜専門医が導く健康への分かれ道〜』（ナレーション、TOKYO MX）
- 『ハッピードリーム〜歌の贈りもの〜』（2020年7月29日、10月7日、12月23日、ラジオ日本）
- 『アフタヌーン・パラダイス』（2021年7月 - 2021年10月 [10]、エフエム世田谷・ミュージックバード）
- 『金パラ〜長江健次のDARADAラジオ〜』（2022年1月 - 、エフエム世田谷）
- 『ヴァイナル・ミュージック〜for. EK〜大人の歌謡クラブ』（毎月第1週土曜（金曜深夜）パーソナリティー、文化放送）（2022年4月30日 - ）

## CM
- JCBカード ディズニーランド35周年 篇（2018年6月 - ）